# Искатели (роман)
«Искатели» — один из наиболее известных романов российского писателя Даниила Гранина, написанный им в 1954 году во время учёбы в аспирантуре Политехнического института.
Роман лёг в основу одноимённого фильма 1956 года. Роман принёс Гранину известность, благодаря именно этому произведению писателя избрали делегатом на Второй съезд писателей.

## Сюжет
В романе описывается история Андрея Николаевича Лобанова, советского учёного, ставящего научные изыскания превыше бюрократической волокиты и борющегося с ней, так как она препятствует должному прогрессу науки и техники. Главный герой создает локатор, при этом технологические процессы изобретения не описываются, однако книга является своего рода производственным романом.

## Д. Гранин о своем романе
Я писал об инженерах, научных работниках, учёных, о научном творчестве, это была моя тема, мои друзья, моё окружение. Мне не надо было изучать материал, ездить в творческие командировки. Я любил этих людей — моих героев, хотя жизнь их была небогата событиями. Изобразить её внутреннее напряжение было нелегко. Ещё труднее было ввести читателя в курс их работы, чтобы читатель понял суть их страстей и чтобы не прикладывать к роману схемы и формулы.— Даниил Гранин